# Conan II de Bretaña

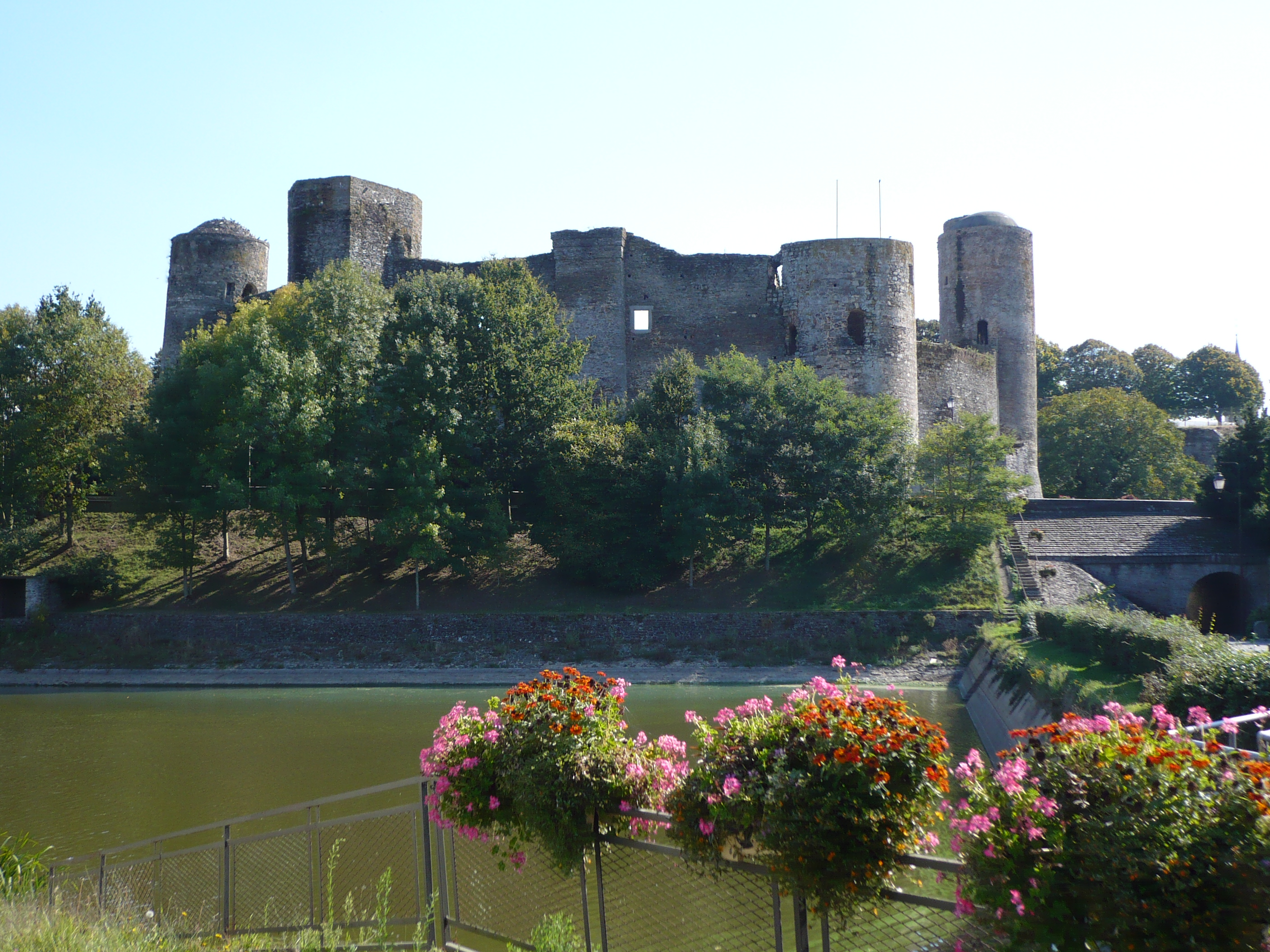
El castillo de Pouancé fue capturado por Conan II

Conan II de Rennes (c. 1033 - 11 de diciembre de 1066) fue duque de Bretaña, desde 1040 hasta su muerte. Conan era el primogénito de Alano III de Bretaña y Berta de Blois, y pertenecía a la Casa de Rennes. Era el hermano mayor de Havoise, que lo sucedió como duquesa suo jure .

## Duque de Bretaña
Conan II tuvo que afrontar numerosos desafíos para asentar su gobierno como duque de Bretaña. Su padre, Alan III, había muerto cuando Conan aún era menor de edad, los intentos de su abuelo, el duque Godofredo I, de aliarse con Normandía se habían reducido a escaramuzas fronterizas, su tío Odo había cuestionado su derecho a gobernar y tuvo que enfrentarse a rebeliones nobliarios, en particular la de Rivallón I de Dol . La herencia de Conan fue usurpada por su tío, Odo, que inicialmente gobernó Bretaña como regente durante la minoría de Conan. Sin embargo, cuando Conan alcanzó la mayoría de edad, su tío Odo se negó a renunciar a su autoridad. En 1057, Conan apresó a su tío y lo encarceló.

### Interferencia normanda

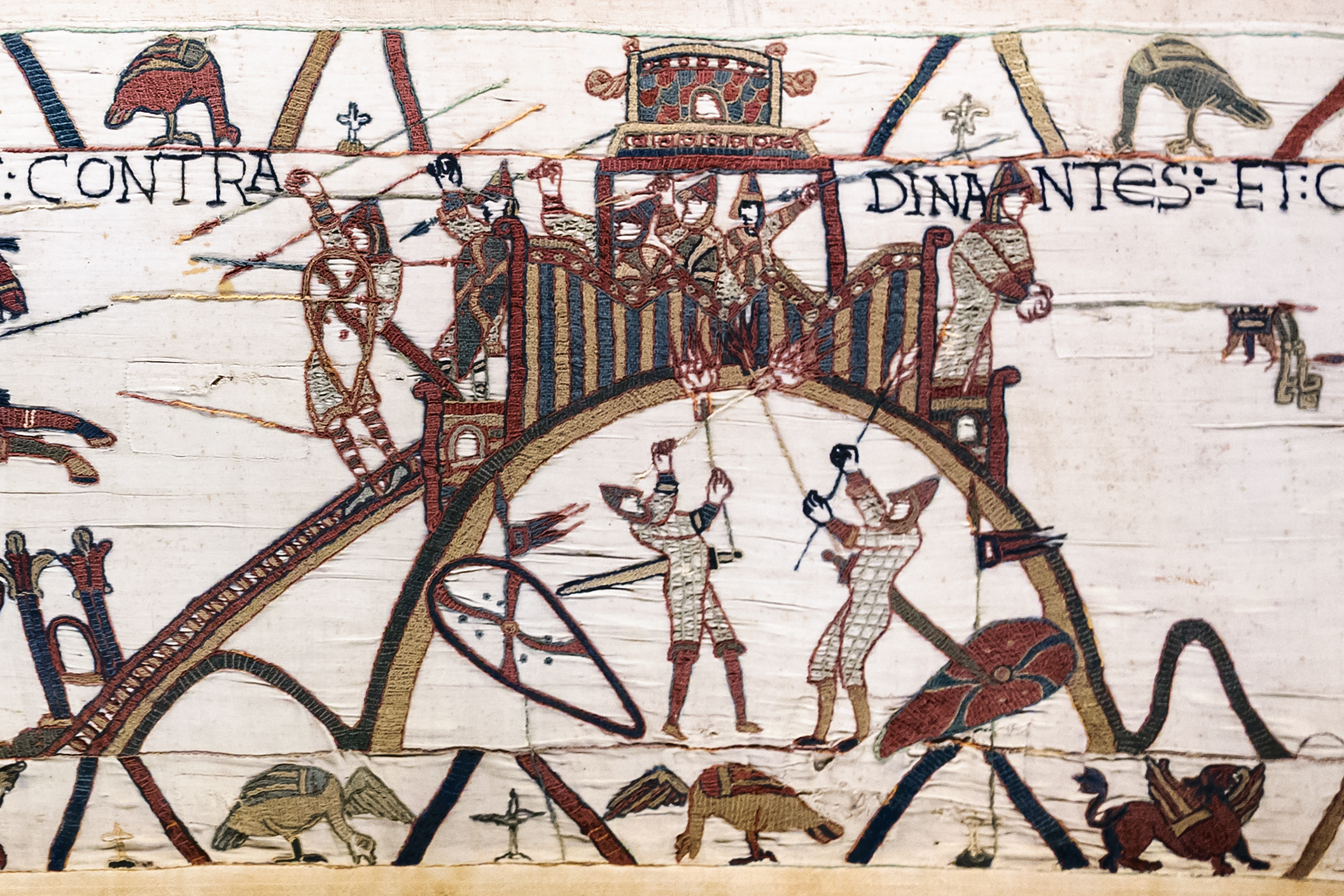
La batalla de Dinan del tapiz de Bayeux : el duque Conan II entrega las llaves a Dinan en una lanza

Una vez entronizado como duque Conan II de Bretaña, se enfrentó a numerosas amenazas, incluidas revueltas de sus nobles patrocinadas por Guillermo, duque de Normandía, más tarde rey de Inglaterra. 
Bretaña, un ducado celta independiente, mantenía una rivalidad tradicional con sus vecinos normandos. La guerra de 1064-1065 entre Bretaña y Normandía fue provocada por el apoyo prestado por Guillermo de Normandía al rebelde bretón Rivallon I de Dol.
En 1065, antes de invadir Inglaterra, Guillermo de Normandía envió un mensaje a los territorios vecinos, incluida Bretaña, advirtiéndoles que no debían atacar sus tierras, ya que su misión llevaba el estandarte papal. Conan informó rápidamente al duque que aprovecharía la oportunidad para invadir su ducado. En la historia de la relación entre Bretaña y Anjou, Pouancé había servido como "Marca Bretona" o ciudad fronteriza. Durante la campaña de 1066 de Conan contra Anjou, tomó Pouancé y Segré, y llegó a Château-Gontier, donde fue encontrado muerto a causa, probablemente, a causa de limpiarse la boca con unos guantes de montar previamente envenenados. Guillermo fue el principal sospechoso.  También se le pidió que ayudara a Guillermo el Conquistador en su conquista de Inglaterra en 1066, pero se negó, diciendo que los normandos envenenaron a su padre en 1040.
Conan II murió sin dejar descendencia conocida.

### Sucesión
Fue sucedido por su hermana Havoise y su cuñado, Hoël II, cuyo matrimonio pudo haber sido un movimiento político para consolidar y estabilizar las regiones orientales y occidentales del ducado tras la muerte de Conan.